# Yigoga serraticornis
Yigoga serraticornis är en fjärilsart som beskrevs av Otto Staudinger 1898. Yigoga serraticornis ingår i släktet Yigoga och familjen nattflyn. Inga underarter finns listade i Catalogue of Life.